# Tecnica di un colpo di stato: la marcia su Roma
Tecnica di un colpo di stato: la marcia su Roma è una miniserie televisiva italiana, diretta da Silvio Maestranzi e trasmessa in quattro puntate sulla Rete Due tra il 15 dicembre 1978 e il 5 gennaio 1979.

## Trama
Ricostruzione degli eventi che, tra l'estate e la fine di ottobre del 1922, portarono il fascismo al potere.

## Produzione
Il titolo si riferisce al libro di Curzio Malaparte Tecnica del colpo di stato (Technique du coup d'état) pubblicato in Francia nel 1931 e in Italia nel 1948.
Alla fine dell'ultima puntata della fiction, prima dei titoli di coda, c'è un dibattito in studio con il moderatore Alberto La Volpe tra Umberto Terracini, Enrico Manca e Marco Follini.
Nell'ottobre del 2022, in occasione del centenario dell'evento storico, la piattaforma Rai Play ha reso disponibili in streaming le quattro puntate integrali.